# から揚げ

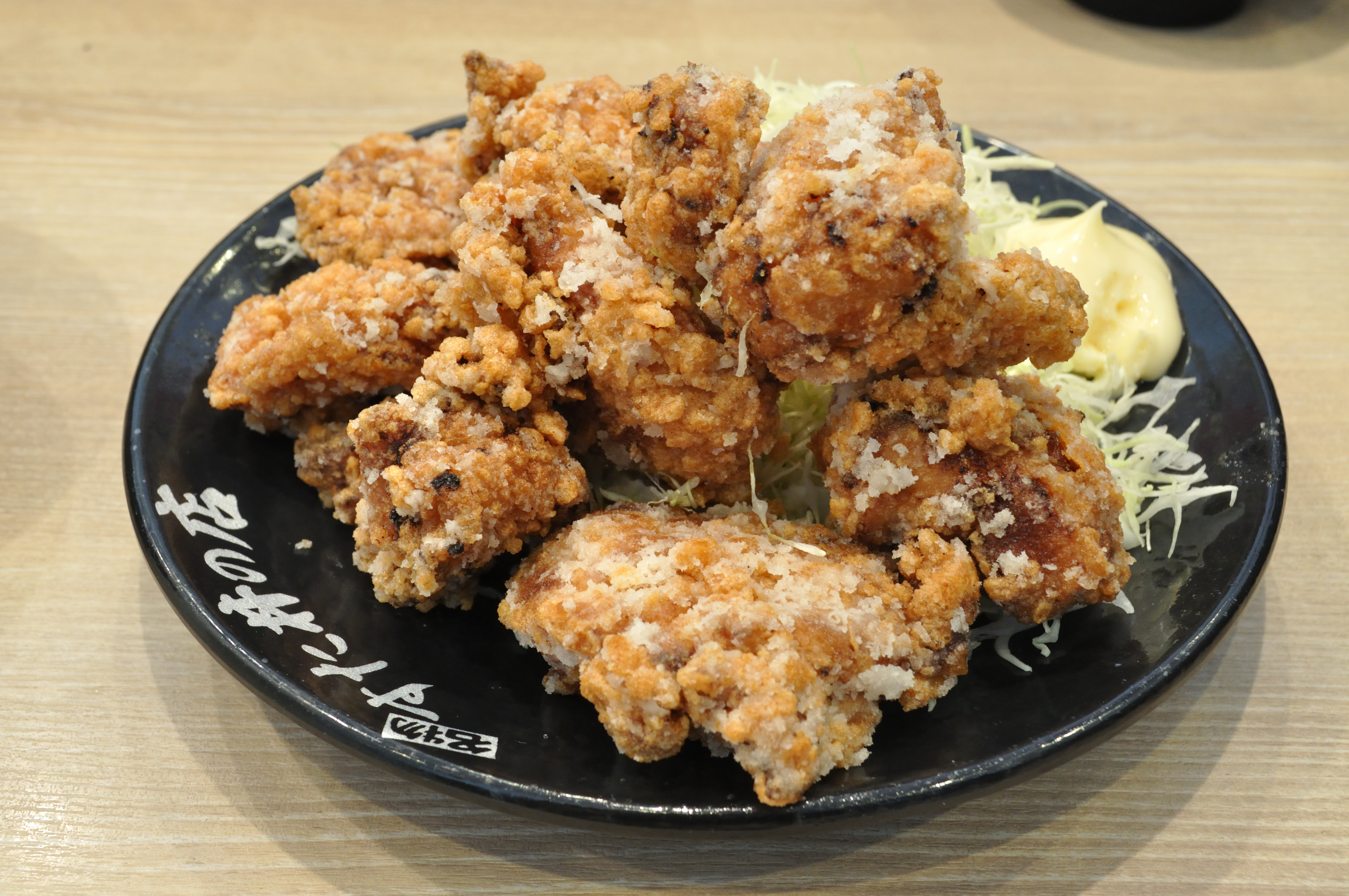
鶏のから揚げ

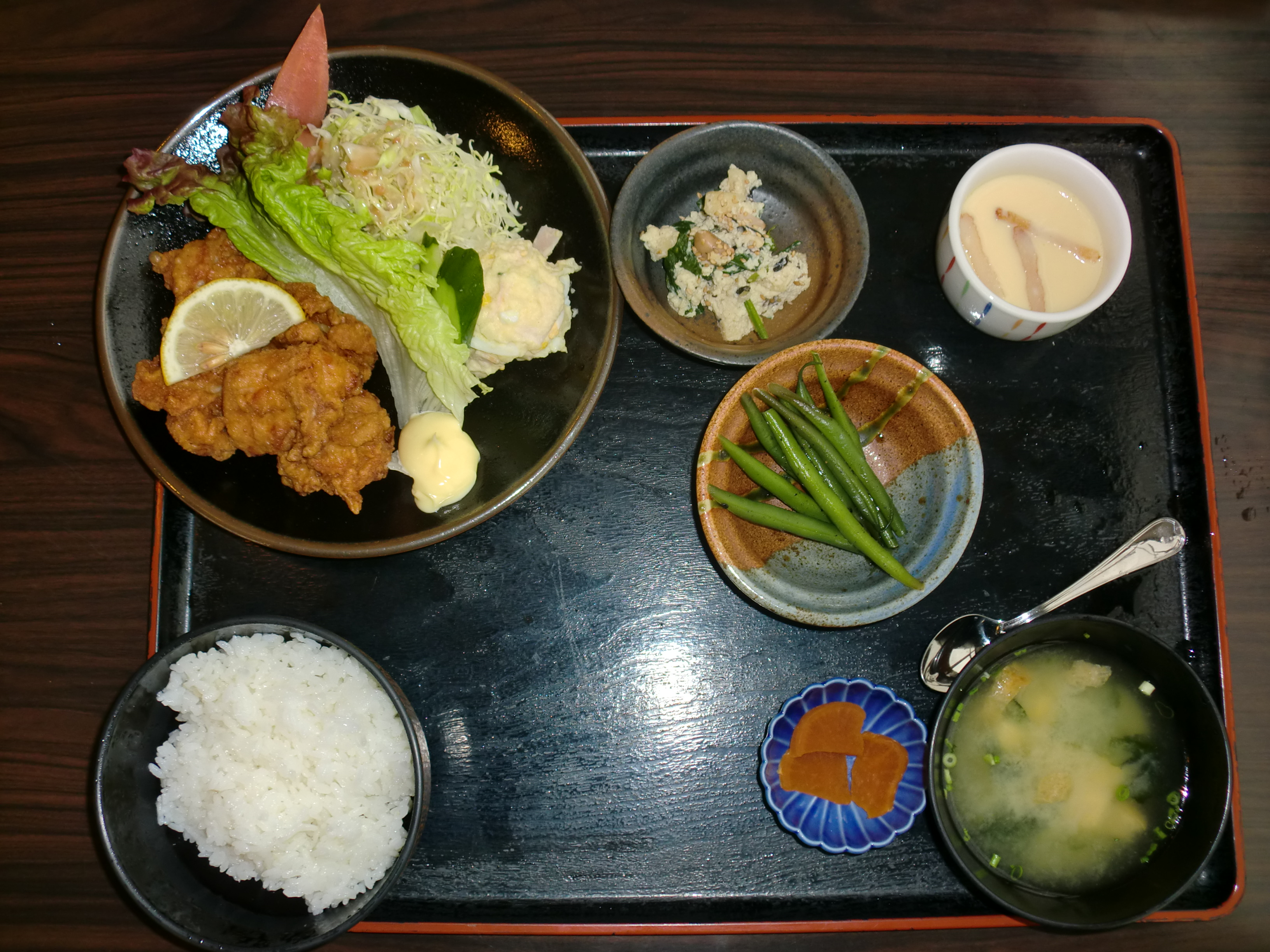
から揚げ定食

から揚げ（からあげ、空揚げ、唐揚げ）とは、食材に小麦粉や片栗粉を薄くまぶす程度で、衣をつけずに高温の油で揚げること。また、その料理。揚げ物の一種。からあげは惣菜の一種ともされ、家庭料理、中食、外食、弁当等々、様々な状況で食べられる。
英語では「fry」（フライ）で 料理名ではフライドチキン、フライドポテトなど「fried〜」となる。中国語では揚げものは「油炸」（ヨウチャ）と呼ばれ、何もつけず揚げるものは「清炸」（チンチャ）、衣をつけるものは「乾炸」（カヌチャ）と呼ばれる。

## 概要
食材に衣を付けずに揚げる料理・調理は「素揚げ（すあげ）」とも言い、鎌倉時代などには精進料理の揚物として（米粉など衣を付けて揚げることもあった）、江戸時代には「油揚」とも呼ばれた（豆腐の揚げ物は「油揚げ」を参照）。
なお食材に小麦粉等をまぶして揚げる調理は「衣揚げ」とも言い、江戸時代には「天ぷら」や「衣かけ」と呼んだが、江戸時代には揚げ物はまだ経験不十分で、固定した言葉もなかった。現代の天ぷらは衣をつける際に卵を使うため、その意味で衣が異なる。食材を醤油等で下味をつけて小麦粉や片栗粉をまぶして揚げた調理は「竜田揚げ」ともいう。これらは異なる歴史を持つ調理であるが、現在はどれも「から揚げ」と名付けられていることがある。
下味をつける場合は醤油、酒、しょうが汁などに漬け込む。衣としては、小麦粉（薄力粉）、コーンスターチ、米粉などがあり、市販のから揚げ粉（プレミックス）が用いられることもある。調理法は熱したサラダ油などの食用油で揚げるのが一般的だが、大量調理の場合は調理従事者が揚げの調理だとその場から離れることができないため、油スプレー（オイルスプレー）で下調理してからスチームコンベクション（スチコン）などで焼く方法も考案されている。一般向けにもフライパンや電子レンジでの調理するための専用のから揚げ粉が市販されている。なお、調理後にあんかけ等をかける場合もある。
現在単に「からあげ」という場合は鶏肉のものを指していることが多いが、本来は食材は問わない。漢字表記では、「空揚げ」（または空揚）や「唐揚げ」（または唐揚）と書かれる。漢字表記自体は『和漢精進料理抄』（1697年）や『普茶料理抄』（1772年）において「空揚」よりも「唐揚」の方が先に出現している。空揚げは「虚揚げ」と書かれることもある。本項では固有名詞（団体名等）や引用元のあるものを除き「空」「唐」を問わず「から揚げ」と記述する。

## 歴史
「空揚」という呼び名は江戸時代にはなかったが、川上行蔵は空揚げそのものはあったとしており、今日の空揚のようでもあるとして次の文献を挙げている（清水桂一も天ぷらの説明において同様である）。元禄（1688 - 1704年）もしくはそれ以前の文献かもしれない『南蛮料理書』には「魚の料理。何魚なりとも脊切り、麦の粉をつけ、油にて揚げ、その後、丁字の粉、にんにく磨りかけ、汁よき様にして煮〆申也」とある。また、1747年の『料理歌仙の組糸』には「鯛切身てんぷら」があり、「てんぷらは何魚にても、うんとんの粉まぶして油にて揚げる也、菊の葉てんぷら又ごぼう、蓮根、長芋其他何にても天ぷらにせんには、うんとんの粉を水醤油とき塗付けて揚る也、肴にも右のとおりにしてもよろし、又葛の能くくるみて揚るも猶よろし」とあり、衣揚げの初見とされる。また、ゴボウ、レンコン、長芋の天ぷら、醤油を付けた竜田揚げの衣揚げがみられる。空揚という言葉はなかったものの「衣かけ」という言葉は一時あった。これは1793年前後の『魚鳥献立集』や1805年の『素人庖丁』に見られる。また衣に山芋をすって使う調理もあり、『新板料理献立抄』に記載されていた。
『言海』（1889年）や、『国史大辞典』（1908年）といった辞典でも「からあげ」の記載は見られないが、『大日本国語辞典』（1915年）や 『言泉』（1921年）で登場し始め、「空揚」として「揚げ物を（『大日本国語辞典』では「てんぷらを」）衣をつけず揚げること、もしくはその揚げたるもの」として見られるようになる ものの、『軍隊調理法』（1928年）では豚肉に澱粉を付けて揚げる調理を「豚肉空揚」と説明し、同じく「魚空揚」では「本調理は支那料理の一種」（現代の中華料理）と説明しており、『団体家庭基本料理法』（1937年）の「生魚空揚」では下味をつけた魚の切り身を揚げてからかけ汁をかけるとしており、素揚げ以外を含む調理としても見られるようになっていく。『日常実験料理』（1942年）には「小鯵の唐揚」「鯉の唐揚」が小麦粉か片栗粉をまぶして揚げてからあんをかけたもので、中華料理として記載されているが、jbpress 食の研究所によれば明治時代から1960年代までの文献では「唐揚げ」表記はまだ少数であり、「空揚げ」表記のものの多くは何も付けず揚げただけの素揚げを指しており、衣を付けたものはわずかだったという。また、鶏肉を使ったものは少数で魚を使ったものの方が多く、豚肉を使ったものが中華料理の1つとして頻繁に登場しており、1924年の『家庭鶏肉鶏卵料理』には「鶏肉のから揚げ」が掲載されているが以降は少ない。現在のようなから揚げは『洋食と支那料理』（1939年）や『新しい料理 味覚と栄養』（1958年）で骨付き肉を使い中華由来の料理として記載あるのみであった。1970年代の『日本国語大辞典』初版や『広辞苑』第二版では、衣を付けずに揚げる料理が「空揚」と記載あり、2000年代の『日本国語大辞典』第二版では、中華風のものには唐揚げの字を当てることが多いと記載あり。また1970年代の『講談社大百科事典』では、「空揚げ」「唐揚げ」両方が記載されており、からりと仕上げる揚物の一種で片栗粉などを薄くまぶして揚げたものとしている。元々は、衣が無いか少ないなど衣が「空」であることから「空揚」と表記され説明される。1981年の『角川 類語新辞典』では、「空揚げ」を衣をあまり付けずに油で揚げた料理、「唐揚げ」を下味をつけた材料に片栗粉を付けて油で揚げたもの、と定義しており、2008年の『講談社 類語辞典』では「「唐揚げ」材料に衣をつけずそのままか、あるいは下味をつけた上に片栗粉または小麦粉をつけて揚げた料理。「空揚げ」とも書く」と説明されている。
一方、1932年に現・三笠会館の支店で、中国の鶏の揚げ物をヒントに考案された「若鶏の唐揚」が、鶏の唐揚げの日本における外食メニューの初登場とされる。
「からあげ専門店発祥の地」を掲げる大分県宇佐市は、第二次世界大戦後まもなく「若鶏の唐揚げ」を提供した中華料理店・来々軒をからあげ専門店発祥の起源としている。ここで製法を学んだ男性が昭和30年代頃興したテイクアウトのから揚げ専門店「庄助」が人気となり、宇佐市のほか中津市などに広まった。
現代では「唐揚げ」という表記が一般化している。2008年時点では、日本新聞協会は「唐揚げ」でなく「空揚げ」で統一していたが、実際の新聞記事では「唐揚げ」も用いられており、その後2019年以降の新聞用語の手引で「からあげ」の表記は、読売新聞では「唐揚げ」に統一しており、朝日新聞では「から揚げ」か「唐揚げ」表記となっている。NHKでは、戦後のテレビ放送では最初は「から揚げ」という書き方のみ認めていたが、『当用漢字音訓表』の改定により「空揚げ」が認められ、後にその方が自然と感じる人が多数という実態により「唐揚げ」も許容するようになった。「唐揚げ」表記は『普茶料理抄』（1772年）や『日常実験料理』（1942年）にも登場するが（『日本料理由来事典』）、前者は豆腐を小さく切り油で揚げ、さらに醤油と酒で煮たもの、後者は小麦粉もしくは片栗粉をまぶして揚げてから、あんをかけたもので、中華料理として紹介されている。「唐揚げ」という表記は中国大陸の調理が持ち込まれたものであるか中華風のものと説明されることもある。起源は奈良時代に遡る遣唐使を通じて食物を油で揚げる技法が伝わり、江戸時代初期には中国から伝来した普茶料理で唐揚げと呼ばれていたり、江戸後期から明治時代にかけて広まって、一般に唐揚げと書かれたりするのはこのためともされる。
『たべもの起源辞典』によれば、普茶料理、南蛮料理、卓袱料理から和・洋・中が混ざり合い、天ぷらの原型が現れ、南蛮料理のテンフラリは鯛に小麦粉をまぶして油で揚げたり煮しめたりしたもので、室町時代の卓袱料理の中の長崎天ぷらや江戸時代の天ぷらには洋風の影響も受け、衣に下味を付けた味付け衣も見られる。1917年の『科学的食養雑誌 114回』（帝国陸軍薬剤官の石塚左玄が主体となって発行された調理雑誌）には、「鶏肉の揚げ物」（鳥の肉を薄く切り、しばらく醤油に漬けよく醤油をふき取り、衣粉に包みて揚げるのである。」）、「蛸衣掛揚物」（蛸の足をぶつ切りにし、醤油でざっと煮て衣粉にまぶして揚げる）など、鶏肉を含む食材に下味をつけ衣をつけ揚げる調理が見られる。また、1924年の『経済的食物調理秘訣』においては切り分けた牛、馬、豚、鳥等の肉類を、味醂、醤油、酒等を合わせた汁に浸けてその汁でウドン粉をかき、衣として付けて揚げた料理を「立田揚」として名称がみられる。『コムギ粉料理探究事典』によると、立田（竜田）揚げのように下味を付けてから揚げる調理法は、中国料理の影響を受けている。戦後の給食で鯨竜田揚げは代表的な献立の一つだった。
から揚げがどのように日本に広まっていったのかについて、郷土料理・伝承料理研究家の奥村彪生によれば、室町時代には中国の精進料理の揚げるという技術が伝わっており、安土桃山時代には小麦粉をまぶして揚げる料理がポルトガルから伝わり（南蛮料理）、江戸時代中期以降には天ぷらが庶民の間で流行した。明治時代には主に粉をつけない素揚げが空揚と呼称された。戦後（1950年代以降）には一般の主婦が読む料理書に唐揚が記載されるようになったもので、「それまでの揚げ物と大きく違ったのは下味をつけるということ。中国料理から取り入れられた技術なので唐揚になったというのが通説のようです。ちょうど餃子の普及と同時期ぐらいのことです」と述べている。『食の文化話題事典』（1993年）には、元々は中国から伝来された揚げる技法に日本の調理法が加味されたとある。また料理評論家・料理学校長の服部幸應によれば、唐揚げは一般的に小麦粉や片栗粉をまぶした食材を油で揚げた料理を指し、日本にやってきたのは、戦後中国から引き揚げてきた人たちが大陸の調理方法を持ち込んだのが始まりと言われていると著している。
戦前から先述の外食レストラン初の三笠会館の「若鶏の唐揚」はあったが、一般料理として外食店や家庭に広く普及したのは戦後からで、戦後の食糧難に対応するため九州等で養鶏場が作られアメリカのブロイラー技術が輸入されて増産されてからである。食肉用ブロイラーが生産されるようになると、ローストチキンやフライドチキン、唐揚げなどに調理された。高度経済成長期以降の1970年代からは、アメリカのケンタッキーフライドチキンが日本にも紹介されて普及し、香辛料の効いたフライドチキンも外食メニューの1つになっていき、醤油味をベースにした唐揚げ販売店も人気となっていった。2010年頃以降には先述の宇佐や中津のからあげ専門店が東京に進出したことで、新規からあげ専門店も誕生するなど増えていき、からあげブームのようになったこともあった。

## 表記と語源
空揚・虚揚
「空揚」については、「虚揚」とも書かれ、明治以降に「虚揚」や「空揚」といった漢字表記の料理名（魚や肉を揚げたもの）が見られるようになった。日本新聞協会では「『唐揚げ』を使わずに『空揚げ』で統一する」と明示しており、2008年時点の『読売新聞用字用語の手引』改訂新版でも同様であるが、実際の新聞記事には「唐揚げ」も見られる。衣を（あまり）付けない素揚げ、「空の揚げ」が「空揚」としている。
航空自衛隊の給食で提供される鶏のから揚げは、「空上げ」と書かれる。
から揚げ
戦後のNHKの放送用語では、当初は「から揚げ」という表記のみを認めていた。1973年の当用漢字音訓表の内閣告示による音訓の追加で、「空揚げ」という表記も許容されることとなり、さらに唐揚げの方が自然と感じる人が多数との実態もあって2011年に漢字表記の規定を「①から揚げ　②空揚げ　（「唐揚げ」とも）」と修正している。
唐揚げ
江戸時代初期に中国から伝わった普茶料理の唐揚は、後述のもの以外にも、材料を味付けし、衣にも味を付けて揚げ、露（つゆ）を添えない（汁物ではない）のが本式であるとしているものもある。また普茶料理以外に1829年の『江戸流行料理通』の卓袱料理にも唐揚は見られる。「唐揚（げ）」の漢字は辞書では1960年代の『三省堂国語辞典』には「からあげ [《空揚げ・《唐揚げ]（名・他サ）ころもをつけないで、そのまま揚げ・ること（たもの）。」として記載されているが、1980年代の『広辞苑』には慣用表記としての記載はなく、現在の広辞苑には空揚げ・唐揚げ両方記載されている。また『日本国語大辞典』には「空揚」を見出し語として採用し、 「中華風のものには《唐揚げ》の字を当てることが多い」と記載されている。特に唐揚げは一般化しておりネット検索数や店・商品等での使用も多い。2015年の『新明解類語辞典』のからあげ項では、「唐揚げ 1.小麦粉や片栗粉を軽くまぶして油で揚げること。2.素揚げ。異字 空揚げ」と記載されている。『日本料理語源集』のからあげの項目では、唐風（材料に下味を付けて片栗粉をまぶして揚げる）に揚げるから唐揚、何もつけずに揚げるから空揚と説明されており、コトバンク「日本大百科全書」のからあげの項目では、から揚げは唐揚げ、すなわち中国風の揚げ物の意であるとしている。

### その他のから揚げ表記
江戸時代初期に中国から伝来した普茶料理（精進料理の一種）が記載されている『普茶料理抄』（1772年）に「唐揚」（「からあげ」または「とうあげ」）の語が見られ、「空揚」が見られるようになった時代よりも古い。もっとも、これは豆腐を小さく切って油で揚げた後に醤油と酒で煮たものであり、関係を疑問視する説もある。1898年に当時の日本の料理法を網羅した『日本料理法大全』には「からあげ」はないが、『続 日本料理法大全』（1970年）ではからあげの項目がありこの普茶料理の唐揚のみ記されており、1923年の『日本料理法大成』でも「カラアゲ（唐揚）」として是は普茶料理の一品なりと記載されている。1929年の『日本支那西洋料理大辞典』でも同様である。
江戸時代の料理書『素人庖丁』（1803年）などでは、魚介類や野菜類の素揚や小麦をまぶして揚げたものを「煎出（いりだし）」「衣かけ」と呼んでいた。

## 各種から揚げ

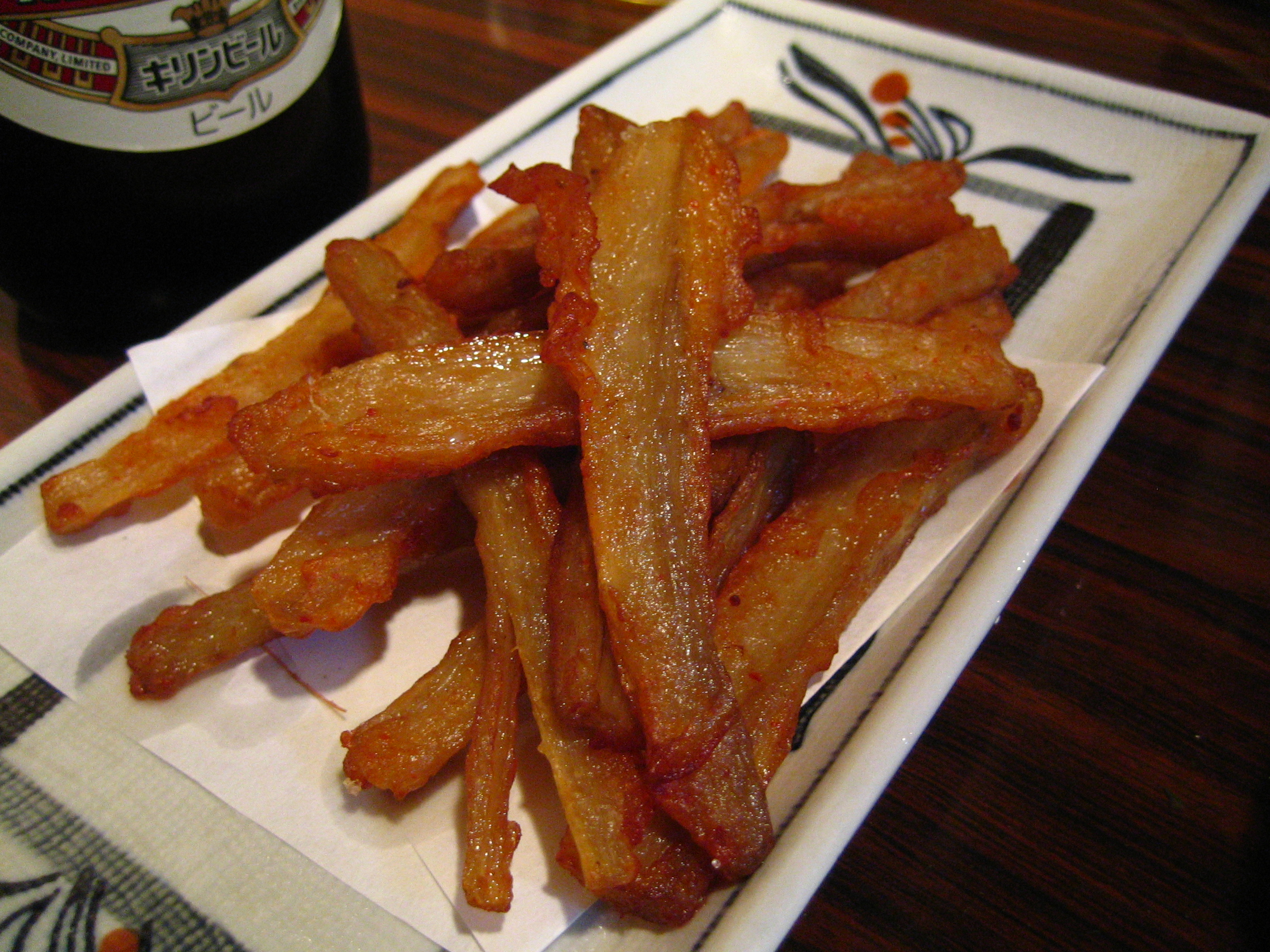
ゴボウのから揚げ

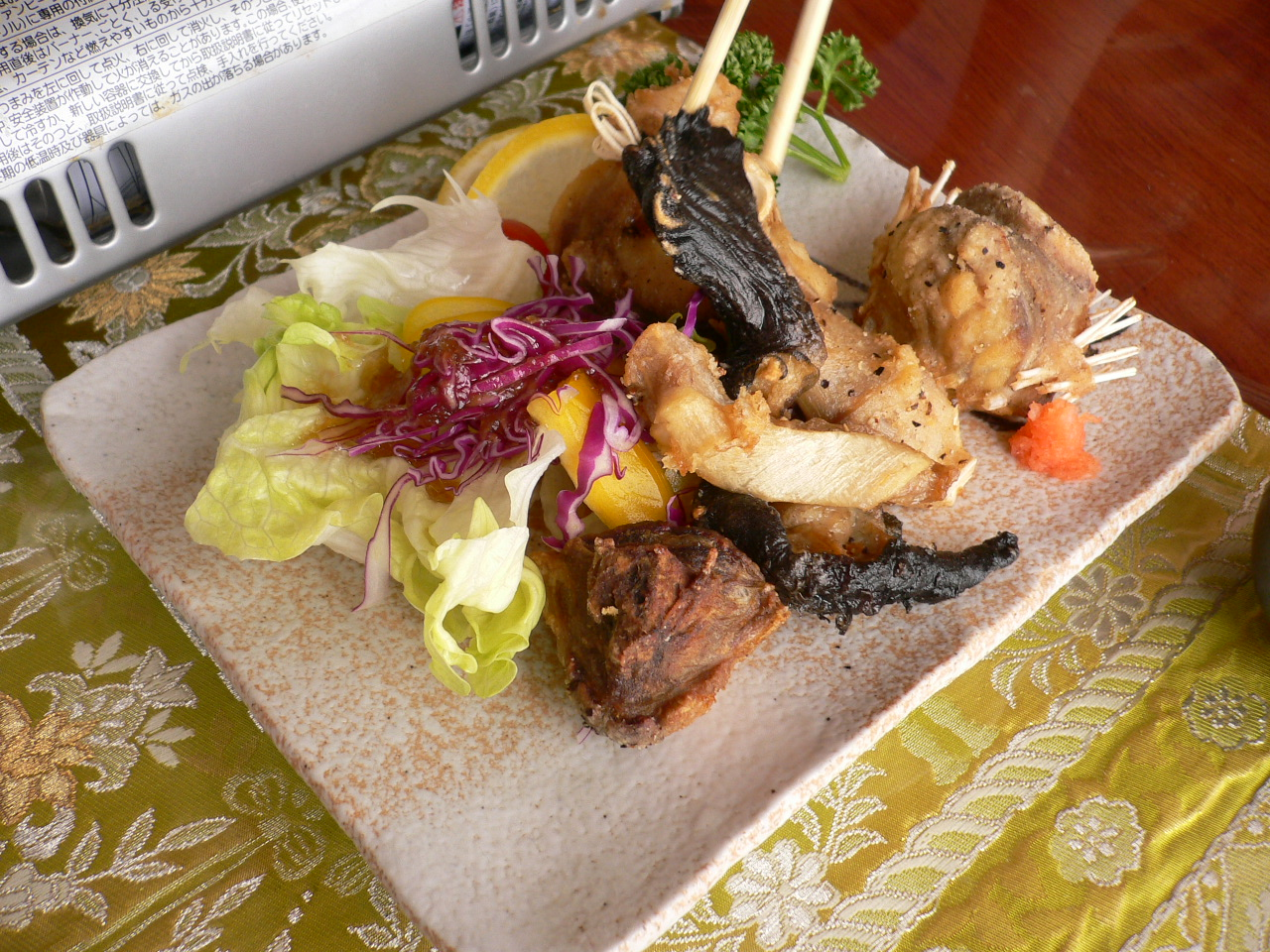
アンコウのから揚げ

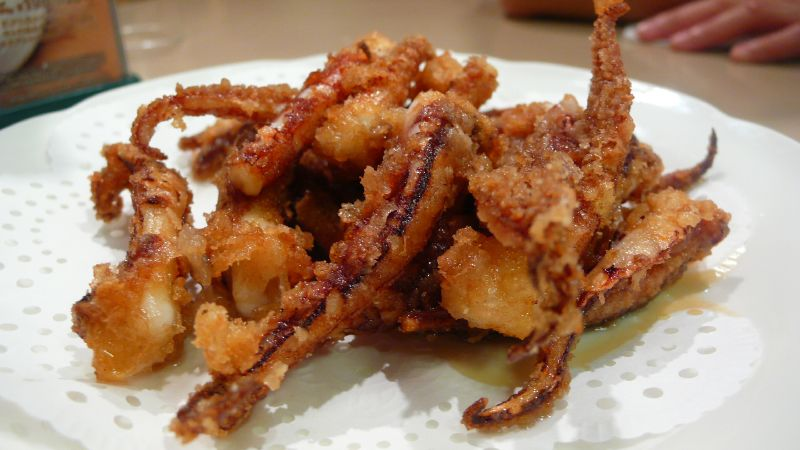
イカ（烏賊下足）のから揚げ

様々なから揚げが存在する。それらは特別な名前で呼ぶ事もあるが単に「から揚げ」と呼ぶ事もある。
鶏のから揚げ
鶏肉に衣を付けて揚げたもの。フライドチキンとも呼ばれる。最も一般的なから揚げといえる。日本では鶏肉に下味をつけず、あるいは醤油や生姜などで和風の味付けをしたものをから揚げ、鶏肉あるいは衣にハーブやスパイスなどで洋風の味付けをしたものをフライドチキンと呼び分けることが多い。あるいは販売提供する店舗での呼び方次第である。『鶏唐揚げ プロのテクニック』によれば、戦後に普及した料理であり、ブロイラーがアメリカから輸入されて養鶏業が広がったことで鶏肉が身近に食べられるようになり、それを戦中に中国大陸で調理技術を覚えた人が現地の調理方法を真似て唐揚げに仕立てたものであるという。高度成長期には手軽なスタミナ食としても好評を得て、多くの人に食べられるようになった。
軟骨のから揚げ
鶏の手羽または脚の軟骨部分を切り分けて、から揚げもしくは竜田揚げの手法で調理したもの。居酒屋メニューとしてビールのつまみなどにされている。
小海老のから揚げ
殻ごと食べられる程度の小振りのエビをから揚げの手法で揚げた料理。日本や中国で作られる。淡水産のテナガエビやスジエビ、浅海産のシバエビやトラエビ、深海産のサクラエビ、シラエビ、ジンケンエビなどが用いられる。
竜田揚げ
竜田揚げ（たつたあげ）とは、魚類・肉類（食材）を醤油やみりんなどで下味を付け、片栗粉をまぶし油で揚げた料理・調理である。衣は小麦粉や揚げ物用のプレミックス粉（調整粉・ミックス粉）を用いることもある。鯨肉を用いた竜田揚げは、昭和の時代には安価で提供できたために学校給食のメニューにしばしば上っていた。「竜田揚げ」を「から揚げ」という地域もある。
1924年の『経済的食物調理秘訣』において「立田揚」が見られる。牛肉、馬肉、豚肉、鳥肉等の脂身を去り適宜に切り、味醂に醤油もしくは酒と醤油と砂糖を良い味に合せた汁の中に十五分ほど漬けて上げ、その汁でウドン粉（小麦粉）を良い具合にかき、衣として付けて揚げ紅葉二、三枚つけ供するとされている。1928年の『軍隊調理法』にも「龍田揚」が見られ、こちらは生魚の切り身を醤油に一時間程浸し煮立てたラードで揚げたものとしている。
竜田揚げの語源として、小倉百人一首の在原業平の和歌「千早振る 神代もきかず 龍田川 からくれなゐに 水くくるとは」で知られるとおり、龍田川が紅葉の名所であったことから連想されて名付けられたとされる。この歌は「この龍田川に、一面に紅葉が流れているのを見るとまるで水を紅いくくり染にしたようにみえる」という意味だが、醤油につけて赤っぽい色を出すだけでなく片栗粉をつけ、火が通ると片栗粉は白くなる。紅葉で赤く染まった中に点々と白色が見え、これが紅葉の流れる龍田川の光景のようであるため「龍田揚」としたというものである。
竜田川流域の奈良県斑鳩町は2013年、生駒市は2014年に、竜田揚げをご当地グルメとする町おこしを始めた。
異説として、大日本帝国海軍の軽巡洋艦「龍田」の司厨長が発明したというものがある。

## 各地域のから揚げ

鶏のザンギ

各地域に様々なから揚げが存在する。それらは特別な名前で呼ぶ事もあるが、単に「から揚げ」と呼ぶ事もある。
中津からあげ
大分県中津市のから揚げで、この地は鶏肉のから揚げ店が多く、日本唐揚協会はから揚げの聖地としている。中津市以外でも宇佐市、福岡県京築・北九州・筑豊地区にも多くのからあげ専門店が存在している。
かつて1990年秋にケンタッキーフライドチキン（KFC）が中津市に出店したが、売り上げ不振のため1995年5月に一度撤退した。地元では「から揚げにフライドチキンが負けた」という都市伝説が定説になっている。なお、KFCは2007年に再度、市内のゆめタウン中津に出店している。
また、大のから揚げ好きとして知られる声優の南早紀も中津市の出身であり、2019年には2019年ベストカラアゲニスト女性声優部門に選出されている。
宇佐からあげ
大分県県北地域の宇佐市も中津市と並んでから揚げ専門店が集積し、醤油やにんにく、しょうが等をベースとしたタレに漬け込んで、下味をしっかりとつけてから揚げるものが多い。専門店発祥の地は同市であることが判明している（「からあげ専門店発祥の地記念碑」が存在する）。2006年、宇佐市職員有志4名でつくる「宇佐市からあげ探検隊（現：USA★宇佐からあげ合衆国）」が、からあげ専門店の調査を行い、からあげマップを作ったことがきっかけで注目が集まるようになった。その後の各種活動により「宇佐からあげ」を一気にメジャーに押し上げることとなった。
山賊焼
長野県の山賊焼は鶏のもも肉を一枚まるごと豪快に揚げたものであり、中信地方で好まれる。塩尻市内の飲食店「山賊」がルーツで、同市のご当地グルメとなっている。
手羽先唐揚げ
鶏の手羽先唐揚げは日本各地で広く食されているが、名古屋圏の名物ともされている。名古屋の手羽先唐揚げは、揚げたあとにタレを塗り、塩・胡椒・白ごまなどを振りかけて仕上げるため、パリパリとした食感でコショウのスパイスが強い。昭和30年代（1950年代後半〜1960年代前半）、名古屋市の居酒屋「風来坊」の発注ミスがきっかけといわれる。いつもの鶏肉を入手できず、代わりに手羽先を仕入れ、当時の看板商品と同様に調理したところ、肉とタレのバランスがよく、またコンパクトさがつまみにはうってつけと評判になった。。
ざんき、ざんぎ
愛媛県新居浜市の郷土料理であるざんきは、今治市のせんざんきとの関連性があるものと一般に言われているが、その一方で1959年まで存在した多喜浜塩田で作られた塩の取引で北海道との交易があったことから、北海道のザンギが新居浜市に伝わったという説もある。市内にある老舗店では北海道ざんぎが当店で扱うざんきの起源であると説いている。
土井中照『やきとり天国』によれば、語源は中華料理で鶏のから揚げを指す「軟炸鶏（エンザーチ）」や「清炸鶏（チンザーチ / センザーチ）」にあり、昭和初期に満州から引き揚げた飲食店の店主が現地で教わった料理を供するようになったことから始まったといい、下記の北海道ザンギと似た響きなのは、語源が同じ「炸鶏（ザーギー、ザーチー）」から来ているという説が有力である。
また、かつて山形県酒田市や同鶴岡市など庄内地方では鶏のから揚げのことをざんきまたはざんぎと呼ぶことがあった。後述の北海道と渡航の拠点地で交流があったため。
ザンギ
ザンギは北海道や愛媛県東予地方など四国の一部で用いられる呼称である。料理の名前であり「から揚げにしたもの」という意味を持つと、くしろザンギ推進協議会 は定義している。また、日本唐揚協会や北海道ザンギ愛好会は、「「ザンギ」と「唐揚げ」の垣根が曖昧なこともあり、同一のものとする見方が強まっている」という見解を示している。また、中華料理の炸子鶏（ザー・ ツゥ・チー）」と「散切り（ざんぎり）」が合わさってできたという説などもある。ザンの調理法としては鶏肉を醤油とニンニクなどの調味料で味付けし、そこへ片栗粉及び小麦粉を混ぜ揚げたものである。また、ザンギの名称は、鶏以外の食材（獣肉：豚肉・羊肉・鹿肉、魚介類：タコ・イカ・サケなど）のから揚げに対しても用いられ、料理法として一般名詞化している。鶏肉以外で作る場合、材料名を足して「蛸（タコ）ザンギ」などと呼ぶことが多い。語源には中国語の「鶏」（鷄 / 鸡）で鶏のから揚げを意味する「炸鶏（ザーギー、ザーチ）」の説がある他に「千斬切（せんざんき）」の説など諸説ある。
ザンギの調理は、下味付けの際に醤油やショウガ、ニンニクなどで味付け（下味を付ける場合には前日から漬け置く場合もある）、その食材に粉（小麦粉・片栗粉又は、両方）・卵などを合わせ高温の油で揚げて施したものがザンギとされる。しかし、明確な区別がない場合も多いようである。
せんざんき
鶏料理が盛んな愛媛県今治市に伝わる江戸時代からの郷土料理である。元来は同地に多かったキジの肉を使った揚げ物であったが、現在では下味をつけた鶏のから揚げのことを指し、料理店によっては骨付きで提供される場合もある。現在の形となったのは1930年代で、鶏料理の際に残った骨付き肉にタレを付けて揚げたものであったという。
半羽揚げ
新潟県の新潟市から三条市を中心に食されている鶏肉のから揚げ。縦半分に捌いた若鶏肉を下味を付けずに骨付きのまま極薄い粉衣を付けて揚げた物。そのままで提供される店と一口大に切ってから提供される店がある。塩味と薄くカレー粉がまぶされていることが多い。好みでガーリックパウダーを振って食する。
鶏の半身揚げ
新潟の半羽揚げとは製法が異なっており、鶏の半身を衣を付けずに素揚げしたもの。発祥は1965年頃の小樽市もしくは釧路市とされるが、現在は小規模ながらチェーン店なども生まれ北海道内各地で見られるようになった。
主に小型の地鶏・若鶏（または雛鶏）を縦半分に捌き、特製のタレに漬け込んだ後、そのまま油で揚げた物である。味付けに塩ダレを用いるのは小樽市に多く、醤油ダレを用いるのは釧路市に多い。
関からあげ
岐阜県関市で食される鶏のから揚げ。衣が黒く、ひじきと地元名物のシイタケを使用している。黒いから揚げだけではなく、赤パプリカを使用した赤いから揚げや地元の米粉を使用した白いから揚げもある。
てりかけ
愛知県瀬戸市で食される鶏のから揚げ。から揚げにとろみのついた甘辛いタレを絡ませ、仕上げに白ごまをふりかけたもの。もともとは1980年代頃、瀬戸市の学校給食センターで働いていた栄養士が考案した給食メニューとされる。給食の人気メニューからご当地グルメとしても評判となる。
グルクンのから揚げ
海水魚の一種タカサゴは、沖縄方言で「グルクン」と呼ばれる。南西諸島でよく食べられる。から揚げが最もポピュラーな調理法である。居酒屋のメニューなどに多くみられる。これは鮮度が落ちやすく淡泊な味であるグルクンを油で揚げることで臭みを消し、さらに旨味をつけるという狙いがあると言われている。こうした調理法は沖縄のみならず、台湾やタイなど南方の国々では一般的である。
沖縄のバター焼き
沖縄には「バター焼き」と称する魚料理がある。これは日本本土で一般的なムニエルのような切身のバターソテーではなく、マーガリンとニンニクで風味を付けた魚の丸揚げのことである。

### 台湾
香雞排（シャンジーパイ）
夜市などで売られている大振りの鶏のから揚げ。
鹽酥雞（イエンスージー）
夜市などで売られている唐揚げ。上記の香雞排とは異なり、食べやすい大きさに切られて提供されるほか、鶏肉以外にも野菜等様々な食材を用いる。

### ハワイ
モチコチキン
下味をつけた鶏肉にもち米の粉（白玉粉）をまぶして揚げたハワイの料理。プレートランチ屋のメニューに出ることがある。

### ミラノ
ミラネッサ・デ・ポジョは、肉を揚げたイタリア・ミラノの料理で、子牛や子羊や若鶏の肉で作られる。衣にはパルメザンチーズが入っている。

### アレキパ
ポジョ・チャクタードは、ペルー第二の都市アレキパの名物のペルー風から揚げ料理で、ピリ辛ソースをかけて食べる。

## から揚げを利用した料理

### 日本
南蛮漬け
から揚げに「南蛮酢」というネギ・唐辛子の刻みを混ぜた甘酢を掛けた（あるいは漬けた）料理。鶏肉だけでなく、ワカサギ、アジ、イワシなどの魚類でも作られる。

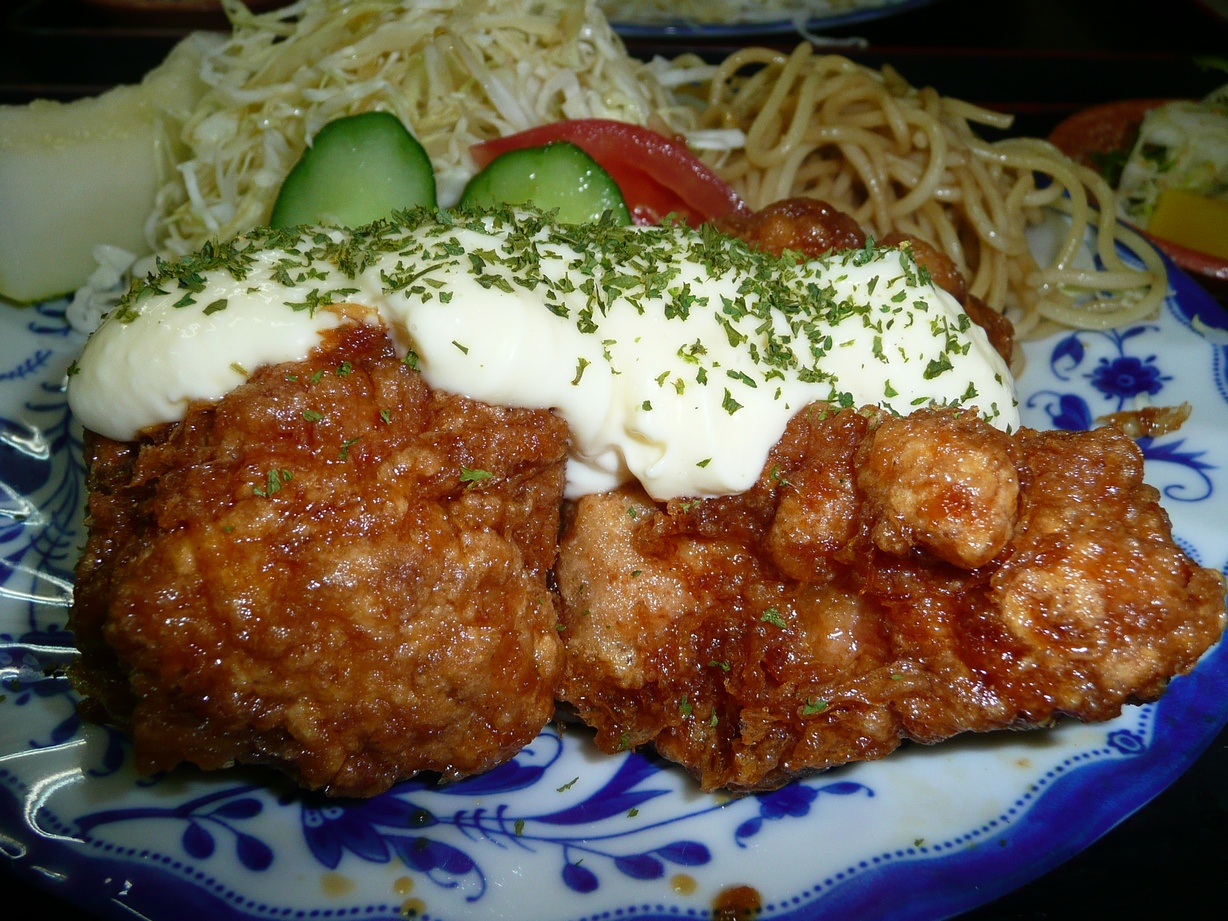
チキン南蛮
鶏のから揚げを甘酢に漬けて、さらにタルタルソースを掛けた料理である。

### 中国
中国には、から揚げに餡やタレをかける料理が多い。またから揚げはよりカリッとさせるため二度揚げすることが多い。材料の持ち味をそのまま生かしたから揚げの、外はカリカリ、中は柔らかく揚がる揚げ方は、中国では外脆裏嫩（ワイツェイリーネン）といい、揚げ物の特徴の一つである。
檸檬鶏（レンモンカイ）
鶏のから揚げにレモンの絞り汁、砂糖、醤油などで作ったタレをかけた広東料理の1つ。鶏のから揚げレモンソースがけなどと呼ぶ店もある。
陳皮鶏（チェンピージー）
上記の檸檬鶏の類似料理。鶏のから揚げにオレンジの皮を入れたチリソースをかけたもの。
辣子鶏（ラーズージー）
若鶏のから揚げとともに赤唐辛子を素揚げにして刻んで塩と共に振りかけた辛い四川料理の1つ。
油淋鶏（ユーリンチー）
鶏のから揚げに刻みネギ入りの酢醤油タレをかけたもの。

### 欧米
エスカベシュ
南蛮漬けに相当する西洋料理で、マリネの一種である。